# Ипсила
Ипсила или Ипсилу (на гръцки: Υψηλά, Υψηλού) е село на остров Андрос, Гърция. Според преброяването от 2001 година населението му е 76 души.

## Личности
Родени в Ипсила
- Константий Калогерас (1801 – 1870), гръцки духовник